# 요시하라 마사토
요시하라 마사토(일본어: 吉原 正人, 1991년 10월 27일 ~ )는 일본의 전 축구 선수이다.

## 구단 경력
과거 아비스파 후쿠오카에서 활동하였다.